# تیمور شرقی در المپیک تابستانی ۲۰۲۴
کاروان المپیکی تیمور شرقی، یکی از کاروان‌های شرکت‌کننده در بازی‌های المپیک تابستانی ۲۰۲۴ بود. این دوره از بازی‌ها از ۲۶ ژوئیه تا ۱۱ اوت ۲۰۲۴ (۵ تا ۲۱ امرداد ۱۴۰۳ خورشیدی) به میزبانی پاریس، پایتخت فرانسه برگزار شد. این حضور، ششمین حضور این کاروان در بازی‌های المپیک بود. کاروان تیمور شرقی، یکی از کاروان‌هایی است که تاکنون موفق به کسب هیچ مدالی در المپیک نشده است.

## شرکت‌کنندگان
ورزشکاران این کاروان در ورزش‌های زیر به رقابت پرداختند.
| ورزش        | مردان | زنان | مجموع |
| ----------- | ----- | ---- | ----- |
| دو و میدانی | ۱     | ۰    | ۱     |
| شنا         | ۱     | ۱    | ۲     |
| تکواندو     | ۰     | ۱    | ۱     |
| مجموع       | ۲     | ۲    | ۴     |